# Фредрикста
Фрѐдрикста (на норвежки: Fredrikstad) е град и едноименна община в Южна Норвегия. Разположен е на брега на Северно море във фиорда Ослофьор около устието на река Глома, фюлке Йостфол на около 85 km южно от столицата Осло. Основан е през 1567 г. от датския крал Фредерик II и е кръстен на неговото име. Получава статут на община на 1 януари 1838 г. Има жп гара и пристанище. Население от 71 976 жители според данни от преброяването към 1 януари 2008 г. В статистическите данни за Норвегия образуват заедно със съседния град-сателит Сарпсборг населено място с население от 100 500 жители.

## Спорт
Представителният футболен отбор на града носи името ФК Фредрикста. Играл е в най-горните две нива на норвежкия футбол.

## Личности, свързани с Фредрикста
- Руал Амундсен (1872 – 1928), норвежки полярен изследовател

## Побратимени градове
- Котка, Финландия
- Олбор, Дания